# Кузнецов, Павел Осипович
Павел Осипович Кузнецов (10 июня 1899 — 5 июня 1950) — советский военачальник, Генерал-майор авиации (28.05.1943), командир дивизий в годы Великой Отечественной войны, командир авиационного корпуса.

## Биография
Павел Осипович Кузнецов родился 10 июня 1899 года на Кагинском заводе Верхнеуральского уезда Оренбургской губернии. По другим данным родился в городе Баймак в Башкирской АССР в 1898 году. Русский.
В Русской императорской армии с февраля 1917 года по январь 1918 года. В Красной гвардии (партизанские отряды) с апреля по октябрь 1918 года и с февраль по апрель 1919 года. В Армии адмирала А. В. Колчака — с октября 1918 года по февраль 1919 года. В Красной армии с апреля 1919 года.
Окончил 1-ю объединённую школу комсостава имени ВЦИК в Москве в 1923 году, Военно-теоретическую школу ВВС РККА в Ленинграде в 1925 году, 2-ю военную школу летчиков ВВС РККА имени ОСОАВИАХИМа в 1926 году, КУНС при Военно-воздушной академии имени Н. Е. Жуковского в 1933 году, Липецкую высшую летно-тактическую школу ВВС РККА в 1937 году.
Участвовал в гражданской войне. Воевал на Урале под Белибеем и Стерлитамаком. За бои под Орском в апреле 1919 года награждён орденом Красного Знамени. С апреля 1920 года полк, в котором воевал Кузнецов перебазирован на Туркестанский фронт (крепость Кушка). С августа 1920 года командовал ротой отдельного запасного батальона при штабе 1-й революционной армии в городе Ашхабад, затем отдельной ротой на персидской границе.
С ноября 1926 года после окончания Военно-теоретической школы ВВС РККА более 5 лет проходил службу в 52-й авиаэскадрильи в Гомеле, где прошел ступеньки от младшего летчика, старшего лётчика, командира звена, командира отряда. В июле 1933 года назначен командиром 8-й эскадрильи. В январе 1934 года вместе с эскадрильей перебазировался на Дальний Восток в состав ВВС Приморской группы войск. 
В апреле 1938 года переведен в Киевский военный округ командиром 3-го легкоштурмового авиаполка 51-й авиабригады. Полк с аэродрома Комарно Дрогобычской области участвовал в походе Красной армии в западную Украину и Бессарабию в 1939 году. 
В марте 1941 года назначен заместителем командира 75-й авиационной дивизии.

## Участие в Великой Отечественной войне
В начале войны Кузнецов в той же должности.
С 9 июля 1941 года назначен командиром 75-й авиационной дивизии Юго-Западного фронта. 15 июля 1941 года дивизия вошла в состав действующей армии. Маршалом Советского Союза С. М. Буденным лично Кузнецову поставил задачу по обороне города Кременчуга и переправ через Днепр.
С февраля 1942 года полковник Кузнецов исполнял обязанности заместителя командующего ВВС 38-й армии.
В июне назначен командиром 272-й бомбардировочной авиадивизии. В составе 8-й воздушной армии Юго-Западного фронта. С июня по ноябрь дивизия принимала участие в оборонительных боях под Сталинградом, затем поддерживала войска фронта в ходе контрнаступления, участвовала в воздушной блокаде окруженной группировки немцев под Сталинградом, при отражении наступления его котельниковской группировки и её разгроме. В начале 1943 года вместе с 8-й воздушной армией в составе Южного фронта дивизия успешно действовала на ростовском направлении, уничтожала отходящие силы врага, прикрывала наступающие войска с воздуха, вела борьбу с подходящими резервами противника. За успешное выполнение заданий командования в марте 1943 года дивизия была преобразована во 2-ю гвардейскую ночную бомбардировочную авиационную дивизию.
В период летнего наступления советских войск в 1943 году части дивизии поддерживали войска Южного фронта при прорыве обороны противника на реке Миус, освобождении Донбасса, Мелитополя и южной части Левобережной Украины. В период 1943—1944 годов дивизия оказывала воздушную поддержку наземным войскам в ходе ликвидации никопольский группировки противника, обеспечивал перегруппировку и сосредоточение войск 4-го Украинского фронта у Сиваша и Перекопа перед началом Крымской операции. В апреле 1944 года при форсировании Сиваша и прорыве Перекопского оборонительного рубежа лётчики дивизии наносили бомбовые удары по узлам сопротивления врага, затем поддерживали войска фронта при наступлении вглубь Крымского полуострова, штурме Сапун-Горы, освобождении Севастополя, ликвидации войск противника на мысе Херсонес. С 16 июня по 3 августа 1944 года в составе 1-го Украинского фронта дивизия участвовала во Львовско-Сандомирской наступательной операции. В августе её части в составе 8-й воздушной армии 4-гo Украинского фронта поддерживали наступление войск в Закарпатской Украине.
7 сентября 1944 года 2-я гвардейская ночная бомбардировочная авиадивизия была преобразована в 15-ю гвардейскую штурмовую авиадивизию, которой генерал-майор авиации П. О. Кузнецов командовал до конца воины. В январе 1945 года она принимала участие в Моравско-Остравской и Пражской наступательных операциях, в освобождении Чехословакии и южных районов Польши, столицы Чехословакии — Праги.
После войны продолжал командовать этой дивизией. С марта 1947 года принял командование 211-й штурмовой авиационной дивизией. В ноябре 1947 года назначен командиром 1-го гвардейского штурмового авиационного корпуса.
Умер 5 июня 1950 года.

## Награды
Награждён орденом Ленина, четырьмя орденами Красного знамени, двумя орденами Кутузова 2 степени, орденом Красной звезды и медалями.